# NGC 4901
NGC 4901 (również PGC 44684 lub UGC 8112) – galaktyka eliptyczna (E1), znajdująca się w gwiazdozbiorze Psów Gończych. Odkrył ją John Herschel 7 marca 1831 roku. Jest to galaktyka z aktywnym jądrem typu LINER.